# Повість про мусьє Жордана — вченого-ботаніка і дервіша Масталішаха, знаменитого чаклуна
«Повість про мусьє Жордана — вченого-ботаніка і дервіша Масталішаха, знаменитого чаклуна» (азерб. Hekayəti Müsyo Jordan həkimi nəbatat və Dərviş Məstəli şah cadukuni-məşhur) — друга комедія в чотирьох діях азербайджанського письменника і драматурга Мірзи Фаталі Ахундова, написана 1850 року азербайджанською мовою. Зазначається, що комедія спрямована проти середньовічної феодальної ідеології, проти забобонів. Комедію в перекладі самого автора російською мовою опубліковано 1851 року в газеті «Кавказ». Перша постановка на російській сцені в перекладі автора відбулася того ж року в Петербурзі, 1852 році п'єсу поставлено в Тифлісі, а 1883 року — в Нахічевані.
Прототипом мусьє Жордана став французький вчений-натураліст Алексіс Жордан (1814—1897), який дійсно в ті роки приїжджав у Закавказзя з науковою метою і вивчав, зокрема, флору Карабаху, де й відбувається дія в комедії. Передбачається навіть, що М. Ф. Ахундов був особисто знайомим із французьким вченим і розмовляв з ним, що й допомогло йому створити художній образ вченого. Зазначається, що у творі М. Ф. Ахундов повідомляє справжні відомості про наукову діяльність Алексіса Жордана і про поправки, які він вніс до класифікації рослин.

## Сюжет
Дія відбувається в Карабасі 1848 року. Французький ботанік, член Королівської академії Жордан приїжджає сюди для вивчення місцевих видів рослин. Він гостює у володаря кочів'я Текле-Муганли Хатамхан-аги. Його племінника, молодого Шахбаза приваблюють розповіді Жордана про Париж і він збирається їхати туди разом з Жорданом вчитися наукам. Але цього не хочуть його наречена Шарафніса і тітка Шахрабану-ханум. Щоб перешкодити поїздці, вони вдаються до допомоги відомого дервіша Масталі, який приїхав з Ірану. За сто червінців, які Масталі дали наївні й забобонні жінки, він починає руйнувати столицю Франції. Масталі вимовляє страшні заклинання, викликає чортів і дияволів і дає їм наказ одним ударом зруйнувати Париж, подібно до того, як він зруйнує його зображення. Дервіш підходить до розкладених на підлозі дощечок, що зображують грішне місто, і одним сильним ударом розбиває їх ущент. Раптом пролунав сильний стукіт у двері, увійшов мусьє Жордан і схвильовано повідомив, що Париж зруйновано і що він негайно має їхати до Франції. Жінки злякалися швидкого виконання магічних дій. Навіть сам дервіш, наляканий скоєним, ховається за завісою, щоб його ніхто не виявив. А на питання Хатамхана: «Хто ж розорив Париж?», Жордан відповідає: «Чорти!.. Сатана!.. Дияволи!.. Лиходії!..». У жінок не залишається ніяких сумнівів, що Париж зруйнував дервіш Масталі. Насправді ж у Парижі відбулася революція, а король утік. Наляканий цим, Жордан змушений негайно покинути Карабах. Він їде, а Шахбаз залишається. Жінки торжествують.

## Екранізація
1976 року на кіностудії «Азербайджанфільм» за мотивами комедії режисери Шаміль Махмудбеков і Кяміль Рустамбеков зняли фільм «Дервіш підриває Париж». Мусьє Жордана грав заслужений артист РРФСР Сергій Юрський, дервіша — заслужений артист Азербайджанської РСР Мірза Бабаєв. У фільмі грали також народний артист СРСР Аділь Іскендеров (Хатамхан-аги), народна артистка Азербайджанської РСР Лейла Бадірбейлі (Шахрабану-ханум), Гасан Турабов (Рашид-бек) та інші.